# Лаверн Кокс
Лаверн Кокс (енгл. Laverne Cox; Мобил, 29. мај 1972) америчка је глумица и ЛГБТ активисткиња. Она се истакла својом улогом Софије Бурсет у Нетфликсовој серији Orange Is the New Black, постајући прва отворена трансродна особа која је номинована за награду Награда Еми за ударне термине у било којој глумачкој категорији. Године 2015. освојила је награду Еми у изванредној у категорији за извршног продуцента за пројекат Laverne Cox Presents: The T Word чинећи је тако првом трансродном женом која је освојила награду. Године 2017. постала је прва трансродна особа која је играла серију трансродних особа на емитованој телевизији CBS Doubt.
Кокс се појавила као такмичарка у првој сезони канала VH1 реалитија „Желим радити за Диди“, а копродуцирала је и бил домаћин серије "ТРАНСформиши Ме". У априлу 2014. године, Кокс је награђена за њен рад као заговорник трансродне заједнице од стране GLAAD Media Award. Јуна 2014. Кокс је постала прва отворена трансродна особа која се појавила на насловници часописа Тајмс. Кокс је прва отворена трансродна особа која се појавила на насловници часописа Космополитан, а њена насловница за фебруар 2018. била је у јужноафричком издању. Она је такође прва отворена трансродна особа која је код Мадам Тисо имала воштану фигуру.

## Детињство и младост
Лаверн Кокс рођена је у Мобилу, Алабама и одгојила ју је самохрана мајка и бака у оквиру Афро-америчке епископалне зионске цркве. Има идентичног брата близанца, Ламара. Кокс је изјавила да је покушала самоубиство у доби од 11 година, када је примиетила да је развила осећаје према својим школским другарима из разреда и неколико година је била малтретирана због тога што се није понашала "онако како је требао мушкарац од рођења."
Дипломирала је на Факултету ликовних уметности у Бирмингему, Алабама, где је студирала креативно писање пре него што је прешла на плес. Затим је две године студирала на Блумингтон Универзитету у Индијани пре него што је прешла на колеџ Маримаунт у Њујорку, где је прешла из плеса (конкретно класичног балета) у глуму. Током своје прве сезоне у серијиOrange Is the New Black, она је радила као драг квин у једном ресторану где је испрва радила као конобарица.

## Каријера
Kокс се појавила као такмичарка у првој сезони „Желим радити за Диди“; након тога јој се обратио канал VH1 о идејама за емисију. Из тога је настала телевизијска серија "ТРАНСформиши Ме", која је Лаверн учинила првом афроамеричком трансродном особом која је продуцирала и глумила у сопственој ТВ емисији. Обе емисије су номиноване за GLAAD Media Award за изванредан ријалити програм, а 2009. године је на церемонији прихватила награду, одржавши говор који је оцењен као "међу најокрутнијим јер је подсетио" колико је важно испричати све наше приче. "  Такође је глумила у многим ТВ емисијама и филмовима, укључујући: Law & Order: Special Victims Unit, Bored to Death, and Musical Chairs.
Кокс је 2013. године започела своју понављајућу улогу у Нетфликовој серији Orange Is the New Black  као Софија Бурсет, транс жена послана у затвор због преваре с кредитним картицама. Те године, рекла је, "Софија је написана као вишедимензионални лик с којим се публика заиста може саосећати - одједном се емпатишу са правом Транс особом. А за Транс људе који су напољу, они требају да виде представљање људи који су слични њима и њихова искуства, то постаје када је то заиста важно. " Улога у серији јој пружа платформу да говори о правима транс људи.
У јануару 2014. Кокс се придружила транс жени Кармен Карери у у емисији Кејти Курик "Кејти". Курикова је трансродне људе назвала "трансроднима", а након што је питала Кареру какве је све операције имала, укључујући и операције гениталија, Кокс је одговорила на то исто питање:
Осећам да постоји преокупација тиме. Преокупација транзицијом и операцијом објективизира транс људе. А онда се не можемо стварно бавити стварним искуствима. Реалност живота транс људи је да смо толико често мета насиља. Доживљавамо дискриминацију несразмерно према остатку заједнице. Наша стопа незапослености двоструко је већа од националног просека; ако сте транс особа у боји, та стопа је четири пута већа од националног просека. Стопа убистава највиша је међу транс женама. Ако се фокусирамо на транзицију, заправо нећемо разговарати о тим стварима.
Новинске штампе као што су Salon, The Huffington Post, и Business Insider  су приступ интервјуисања у емисији окарактерисали као Курикову "безизлазну" и "инвазивну" линију пропитивања.
Кокс је био на насловници 9. јуна 2014., у Tајмсу а са њом је интервјуисан чланак "The Transgender Tipping Point" који је објављен у том броју и чији је наслов такође био приказан на насловници; ово чини Кокс првом отворено трансродном особом на насловници тог листа.
Касније 2014. године, она је постала прва отворена трансродна особа номинована за награду Награда Еми за ударне термине у глумачкој категорији: Изванредна гостујућа глумица у серији комедије због своје улоге Софије Бурсет у серији Orange Is the New Black. Такође се појавила у споту Џона Леџенда за песму "You & I (Nobody in the World)" .
Кокс се придружила кампањи 2014. против закона у Аризони који омогућава полицији да ухапси свакога за кога се сумња да је "манифестовао проституцију", јер се она сама осећа да је угрожена јер је "обојена" трансродна особа након сличног инцидента са активисткињом (и трансродне жене у боји) Моником Џоунс. Кокс је изјавила: "Транс жене су широм земље циљане само због тога што јесу. Закони попут овог закона о манифестацијама заиста систематски подржавају идеју да су девојке попут мене, девојке попут мене и Монике мање у односу на [остале] у овој земљи. . " Касније те године у пројекту Силвије Ривера, Кокс је прочитала писмо трансродне затворенице Синтије Бласт, бавећи се уобичајеним питањима са којима се суочавају транс затвореници. Али када је Кокс сазнала да је Бласт проглашена кривом за силовање и убиство 13-годишње Ебони Вилијамс, написала је на свом Тамблр-у: "Нисам била свесна оптужби због којих је осуђена. Да сам била свесна те оптужбе, никада не бих пристала да прочитам писмо. "
Кокс је представљен у годишњем издању часописа V „Побуњеници“ крајем 2014. године. За издање, часопис је тражио од славних и од уметника да номинују оне кога су видели као своје личне побуњенике, а Наташа Лијон је номиновала Лаверн. Коксова је такође била на насловници часописа Essence за октобар 2014. године.
Дана 17. октобра 2014., Лаверн представља: Laverne Cox Presents: The T Word, једночасовни документарни продуцентски пројекат где је она наратор. Исте године Коксова је представљена на насловници пете годишњице магазина C☆NDY заједно са још 13 трансродних жена.
У 2015. години, она је освојила награду Еми за категорију извршног продуцента заLaverne Cox Presents: The T Word Она је прва трансродна особа која је освојила ову наградз; такође, ово је први транс-документарни филм који је освојио дневну Еми. Те године, Коксова је, између осталог, позирао голишаву за годишње издање часописа Allure, постајући прва отворена трансродна глумица која је то учинила.
Кокс је била насловна тема 11. јуна 2015. „није стрејт проблем“ недељника Entertainment Weekly, првог броја часописа у последњих 15 година који се фокусирао искључиво на геј, лезбијске и трансродне теме.
У јуну 2016. године, невладина организација Human Rights Campaign је објавила видео у част жртвама у пуцњави у геј ноћном клубу Орландо из 2016. године; у видеу су Лаверн и други испричали приче о људима који су тамо убијени.
Године 2017. Лаверн је започела своју улогу трансродног адвоката у серији Doubt на каналу CBS. Међутим, након што су емитоване само две епизоде, емитери су објавили да повлаче серију из свог распореда, а будућност преосталих неискоришћених епизода оставила је неизвесном. То је било прво службено отказивање сезоне 2016–17, након слабог прегледа гледалаца. Емитер је касније саопштио да ће преосталих 11 епизода бити емитовано у суботу, почев 1. јула.
Коксова је 2017. номинована за награду Еми за изванредну гостујућу глумицу у драмској серији за улогу у филму Orange Is the New Black.
Такође у 2017. години, Цок је сарађивао са организацијом Америчка унија за грађанске слободе, Закари Друкером, Моли Крапабле и Ким Боекбиндер у прављењу видеа о историји и отпору трансродних особа, под називом "Time Marches Forward & So Do We", где је Лаверн била наратор. Те године она је постала једно од четири лица јесење кампање за линију одеће Ivy Park.
Кокс је представљена у музичком споту ""You Need to Calm Down"" певачице Тејлор Свифт, који је објављен 17. јуна 2019.
Била је једна од петнаест жена које је одабрала Меган, војвоткиња од Сасекса да би се појавила на насловници британског Воуга за септембар 2019. године; ово је Кокс учинило прво трансродном женом која се појавила на насловници Вогуа.
У септембру 2019. године, Кокс је на додели за награду Емми за 2019. годину, довела адвоката организације Америчка унија за грађанске слободе - Чејса Странџија  и носила је торбицу са дугиним бојама где је било исписано Врховни суд Сједињених Америчких Држава. Ова радња односила се на случај Врховног суда против Комисије за једнаке могућности запошљавања, у којој је Странџио био један од адвоката који су заступали Ејми Стивенс, транс жену, која је отпуштена са посла. Кокс и Странџио разговарали су с новинарима на црвеном тепиху о том предстојећем судском случају.

## Утицај
Лаверн Кокс запазили су њени ЛГБТ "саборци" и многи други по томе што је била водич за трансродну заједницу и освојила је бројне награде за свој активистички приступ у ширењу свести. Њен утицај и углед у медијима довели су до све већег разговора о трансродним културама, посебно трансродних жена, и томе како се трансродна особа укршта са нечијом расом. Она је прва отворено трансродна особа која се нашла на насловници часописа Тајмс, номинована за награду Еми и имала је воштану фигуру у Мадам Тисо. У мају 2016. године, Кокс је награђена почасним докторатом из Нове школе у Њујорк за свој напредни рад у борби за родну равноправност.

## Награде и похвале
- 2013. - Награда за храброст за 2013. годину
- 2013. - Награда читалаца магазина Out Magazine за 100 „најпоузданијих људи године“ из 2013. године[30]
- 2014 - Жена године часописа Гламур[31]
- 2014 - Награда „Водећим црним лидерима, иноваторима и онима који се баве културом“ старијих од 45 година.
- 2014 - Награда британског листа Гардијан за најутицајније ЛГБТ људе на свету
- 2014 - Награда Стивена Колзака[32]
- 2014 - именована на листу EBONY Power 100 list
- 2015 - именована на листу OUT Power 50 List за 2015. годину[33]
- 2015. - Уврштена на листу најлепших жена на свету
- 2015 - Сладолед три близанца у Сан Франциску преименовао је свој чоколадни наранџасти сладолед у њено име[34]
- 2015 - именована у листи за време 100 најутицајнијих људи у 2015. години магазина Тајмс
- 2015 - Форум за једнакост назвао је њу за једним од њихових 31 икона месеца ЛГБТ историје[35]
- 2015 - Добитница награде Еми у категорији за извршног продуцента
- 2016 - награђена почасним докторатом из Нове школе
- 2017 - именована на листу OUT Power 50 List за 2017. годину[36]
- 2018 - Награда Claire Skiffington Vanguard Award од организације Transgender Law Center. Награда признаје припаднике трансродне заједнице који су били део авангарде покрета[37]

## Филмографија

### Филмови
| Година | Наслов                            | Улога           | Напомене        |
| ------ | --------------------------------- | --------------- | --------------- |
| 2000   | Betty Anderson                    | Дирдре          | Кратки филм     |
| 2004   | Kings of Brooklyn                 | Девојка         |                 |
| 2008   | All Night                         | Лајла           | Кратки филм     |
| 2009   | Uncle Stephanie                   | Стефани         |                 |
| 2010   | Bronx Paradise                    | Проститука      |                 |
| 2011   | Carla                             | Цимет           |                 |
| 2011   | Musical Chairs                    | Шантел          |                 |
| 2012   | Migraine                          | Лола            | Кратки филм     |
| 2012   | The Exhibitionists                | Блит Старгејзер |                 |
| 2013   | 36 Saints                         | Џенесис         |                 |
| 2014   | Grand Street                      | Шардоне         |                 |
| 2014   | Laverne Cox Presents: The T Word  | Лаверн Кокс     | Награда Еми     |
| 2015   | Grandma                           | Дети            |                 |
| 2017   | Freak Show                        | Фелисија        |                 |
| 2019   | Can You Keep a Secret?            | Сибил           |                 |
| 2019   | Charlie's Angels                  | Инструктор      |                 |
| 2020   | Bad Hair                          | Вирџи           |                 |
| 2020   | Promising Young Woman             | Гејл            |                 |
| 2020   | Disclosure: Trans Lives on Screen | Лаверн Кокс     |                 |
| TBA    | Jolt                              | Детектив Невин  | пост продукција |

### Телевизија
| Година  | Наслов                                                      | Role          | Напомене                                             |
| ------- | ----------------------------------------------------------- | ------------- | ---------------------------------------------------- |
| 2008    | Law & Order: Special Victims Unit                           | Кендис        | Епизода: "Орман"                                     |
| 2008    | I Want to Work for Diddy                                    | Лаверн Кокс   | 6 епизода                                            |
| 2008    | Law & Order                                                 | Мини          | Епизода: "Драга"                                     |
| 2009    | Bored to Death                                              | Проститутка   | Епизода: "Стоклхомски синдром"                       |
| 2010    | TRANSform Me                                                | Лаверн Кокс   | Продуцент 8 episodes                                 |
| 2013–19 | Orange Is the New Black                                     | Софија Бурсет | 40 епизода 5 номинација за улогу                     |
| 2014    | Faking It                                                   | Маргот        | Епизода: "Лажљиви краљеви и краљице драме"           |
| 2014    | Girlfriends' Guide to Divorce                               | Адел Нортоп   | Епизода: "Правило бр. 426: Сјајно место за посетити" |
| 2015–17 | The Mindy Project                                           | Шина          | 3 епизода                                            |
| 2016    | The Rocky Horror Picture Show: Let's Do the Time Warp Again | Доктор Франк  | Филм који се приказивао само на телевизији           |
| 2016–19 | Lip Sync Battle                                             | Лаверн Кокс   | 2 епизоде                                            |
| 2017    | America's Got Talent                                        | Судија        | 1 епизода                                            |
| 2017    | Doubt                                                       | Камерон Вирт  | 13 епизода                                           |
| 2019    | Weird City                                                  | Ликуа         | Епизода: "Паметна кућа"                              |
| 2019    | Tuca & Bertie                                               | Ебони         | Епизода: "Секс бубе"                                 |
| 2019    | Dear White People                                           | Синтија Фреј  | Епизода: "Том VII"                                   |
| 2019    | A Black Lady Sketch Show                                    | Кијана        | Епизода: "Анџела Басет је најгора кучка"             |
| 2020    | Awkwafina Is Nora from Queens                               | Бог (глас)    | Пилот епизода                                        |
| 2020    | Curb Your Enthusiasm                                        | Лаверн Кокс   | Епизода: "Вештачко воће"                             |
| 2020    | One World: Together at Home                                 | Лаверн Кокс   | Специјал на телевизији                               |
| 2020    | Inventing Anna                                              | Кејси Дјук    |                                                      |

## Дискографија

### Албуми
| Наслов                                                      | Албум                                                                                |
| ----------------------------------------------------------- | ------------------------------------------------------------------------------------ |
| The Rocky Horror Picture Show: Let's Do the Time Warp Again | - Издање 21. октобра 201. - Формат: дигитални - Издавачка кућа: Ode Sounds & Visuals |

### Синглови
| Наслов              | Година | Позиција на топ листама | Позиција на топ листама |
| Наслов              | Година | US Dance Club           | US Dance/ Elec.         |
| ------------------- | ------ | ----------------------- | ----------------------- |
| "Beat for the Gods" | 2018   | 22                      | —                       |
| "Welcome Home"      | 2019   | 6                       | 30                      |